# Менсія
Менсія в Португалії  відома як Хаен - іспанський сорт винограду, який частіше зустрічається в північно-західній частині країни. 
Менсія висаджується на понад 9 100 га і? в основному, вирощується в регіонах Бієрцо, Рібейра Сакра, Вальдеоррас і Монтеррей . 
Вина, вироблені з Менсії, звичайно є легкими, блідими, відносно ароматних червоних вин для раннього споживання. Цей стиль вина був результатом плантацій після філоксери на родючих рівнинах, які, як правило, давали високі врожаї, але  мали розбавлене вино. Нове покоління виноробів виробляє набагато більш концентровані та складні вина, наприклад із старих лоз,  що ростуть на схилах пагорбів на сланцевих грунтах. Це призвело до відновлення інтересу до Менсії та до її конфесій, таких як Б'єрцо, Вальдеоррас, Монтеррей,  Рібейра Сакра та маловідома Ліебана .
Починаючи з 1990-х років виноград стає все більше популярний, і все більше відомих виноробів працюють з ним.

## Відносини до іншого винограду

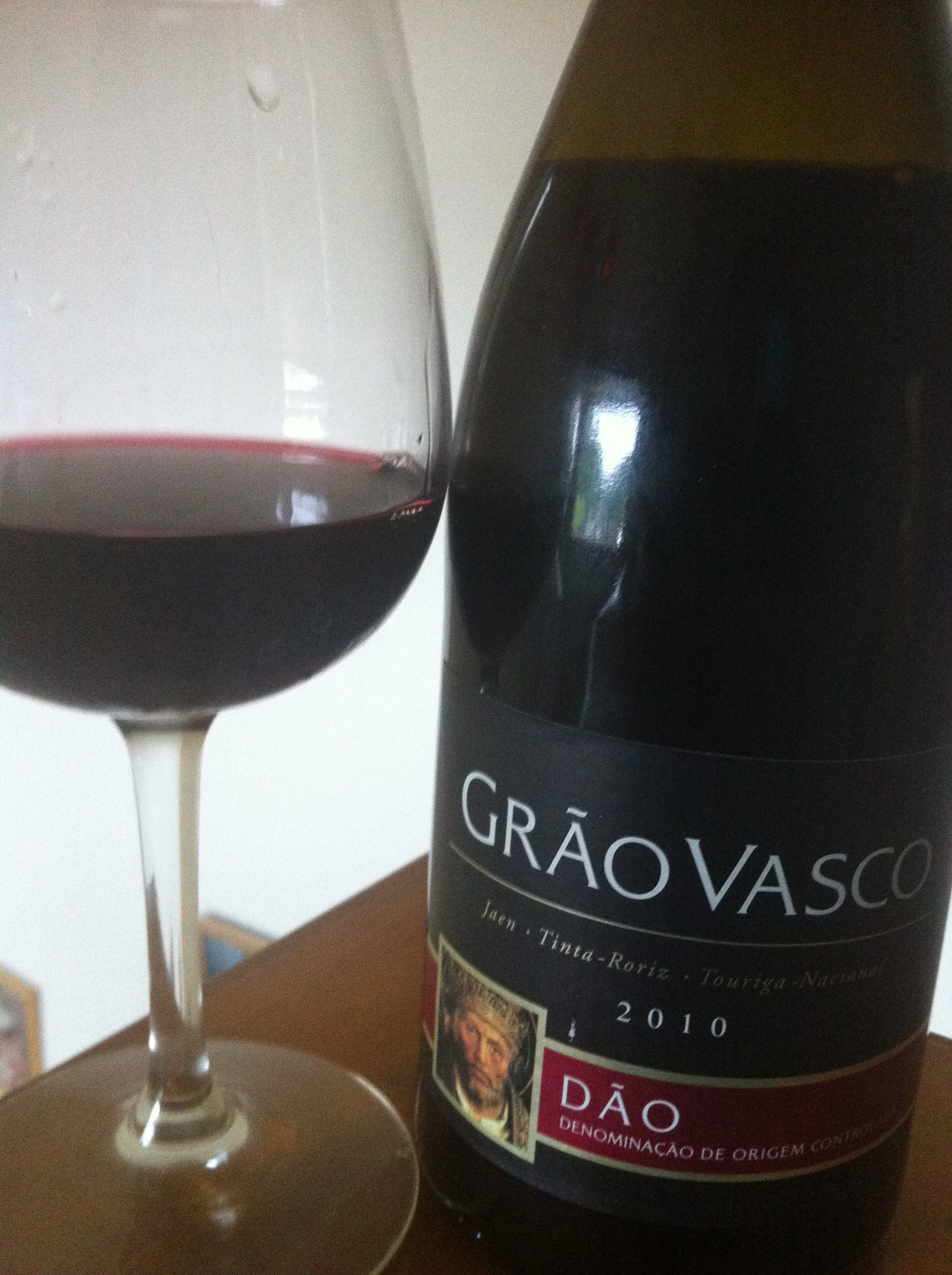
Португальське вино Дао із сумішшю Хаен (Менсія).

Колись вважалося, що це стародавній клон Каберне-Франк, з яким він поділяє деякі його аромати. Але це враження було розвіяне  після профілювання ДНК .
Більш того, ДНК-профілінг, проведений Департаментом біології рослин Мадридського університету, прийшов до висновку, що Менсія ідентична португальському сорту винограду Хаен ду Дао  . Недавно було визначено за допомогою мікросателітного аналізу відбитків ДНК, що  Менсія (Хаен-ду-Дао) походить з Португалії, оскільки він був результатом схрещування між Альфрочейро та Паторрою, двома португальськими сортами червоного винограду з регіонів Дао та Дуро. 

## Синоніми
Протягом багатьох років Менсія була відома під різними синонімами, включаючи: Фернао Пірес Тинта, Джао, Хаен, Лурейру Тінто, Менцін, Негра, негр, Менсія Робле, Тінто Менсія та Тінто Моллар. 